# Rafael Acevedo (cyclisme)
Pour les articles homonymes, voir Rafael Acevedo et Acevedo.
Acevedo  Porras est un nom espagnol. Le premier nom de famille, en général paternel, est Acevedo ; le second, en général maternel, souvent omis, est Porras.
Rafael Antonio Acevedo Porras, né à Sogamoso (département de Boyacá, Colombie) le 4 juin 1954 est un coureur cycliste colombien des années 1970 et 1980.

## Repères biographiques
Sa passion pour le vélo nait très jeune lorsqu'il visite l'atelier de bicyclettes où travaillent ses frères et où lui-même travaillera. Il assemblera sa première bicyclette avec laquelle, il participera à sa première compétition, à l'âge de quinze ans.
En 1981, il dispute avec sa sélection nationale le Tour de l'Avenir. Il le termine à la 9e place. L'année suivante, il termine cette même course 6e. Il remporte le classement du meilleur grimpeur, tout en se classant 2e d'une étape, derrière le futur vainqueur de l'épreuve, Greg LeMond.
Il dispute son premier grand tour lors du Tour de France 1984. Il termine 12e et premier Colombien, après avoir terminé 5e de l'étape menant à L'Alpe d'Huez. Quelques jours avant le Tour de France 1988, il chute dans le Tour de Colombie et est obligé d'abandonner. Il doit alors déclarer forfait pour l'épreuve française. Cette « désagréable expérience » lui fait penser à un « cas similaire » qu'il a vécu lors du Tour de France 1986. Rapidement lâché par ses équipiers dans la deuxième étape disputée en contre-la-montre par équipes, il arrive hors délais et est exclu de la course.
Professionnel de 1985 à 1989, il n'aura qu'une équipe, restant fidèle à la formation Café de Colombia.
En août 1998, il est élu président du conseil municipal de Sogamoso, après la démission de son prédécesseur. En janvier 2003, il est suspendu, soupçonné de prévarication et mis aux arrêts domiciliaires. Le juge levant sa détention, il réintègre son poste au mois de mai.
En 2010, il est le directeur sportif de l'équipe des moins de 23 ans, de la formation Boyacá, Orgullo de América. Trois ans plus tard, il est toujours à la direction des équipes de jeunes de la formation Lotería de Boyacá, que cela soit hors des frontières ou à domicile. C'est ainsi qu'il accompagne le développement sportif de Miguel Ángel López, de ses premiers pas en école de cyclisme jusqu'à ses triomphes internationaux, l'hébergeant même chez lui.
Lors de l'élection d'Orlando Guerrero à la présidence de la ligue cycliste de Boyacá en décembre 2017, Rafael Acevedo devient vice-président.
Début 2021, alors président de la ligue départementale, il passe près de deux mois à l'hôpital après avoir contracté la COVID-19.

## Équipes
- Amateur :
  - 1984 :  Colombie - Piles Varta
- Professionnelles[14] :
  - 1985 :  Piles Varta - Café de Colombia - Mavic
  - 1986 :  Café de Colombia - Piles Varta
  - 1987 :  Piles Varta - Café de Colombia
  - 1988 :  Café de Colombia
  - 1989 :  Café de Colombia - Mavic

## Palmarès
- Tour de Colombie
  - 1 fois sur le podium (2e en 1982)[15].
  - 5 victoires d'étape en 1979, en 1980, en 1981 et en 1982[16].

## Résultats sur lesgrands tours

### Tour de France
4 participations.
- 1984 : 12e du classement général.
- 1985 : 43e du classement général.
- 1986 : hors délais lors de la 2e étape.
- 1987 : 18e du classement général.

### Tour d'Espagne
2 participations.
- 1986 : 44e du classement général.
- 1988 : non partant au matin de la 16e étape.

### Tour d'Italie
1 participation.
- 1985 : 42e du classement général.

## Résultats sur les championnats

### Championnats du monde professionnels
1 participation.
- 1986 : abandon[17].

### Championnats du monde amateurs
2 participations.
- Prague 1981 : 28e au classement final[18].
- Altenrhein 1983 : 27e au classement final[19].